# Carel Visser

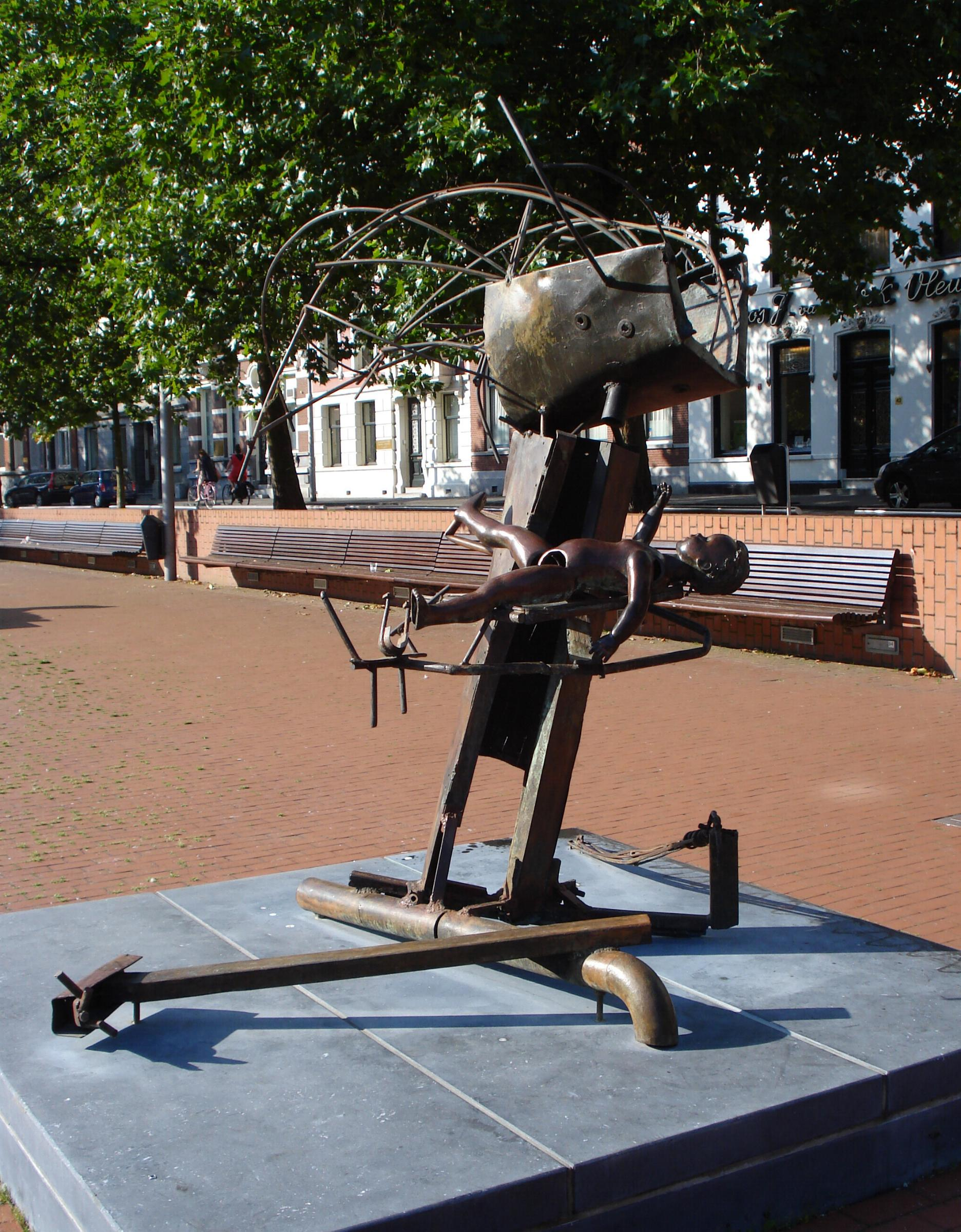
Moder och barn (2001) Skulpturstråket Westersingel i Rotterdam.

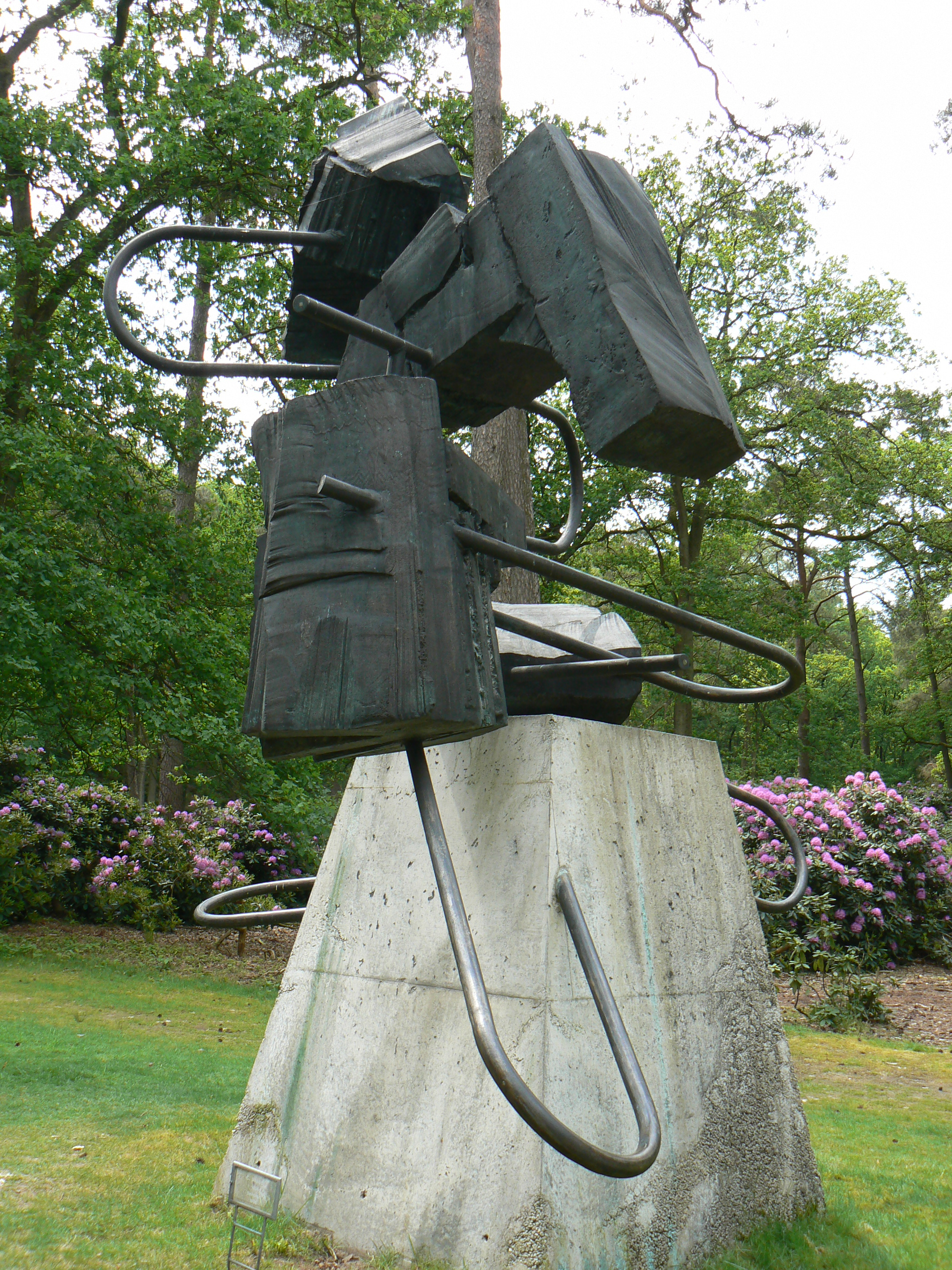
Pleinbeeld (1998) i Kröller-Müllermuseets skulpturpark i Otterlo.

Carel Nicolaas Visser, född 3 maj 1928 i Papendrecht i Nederländerna, död 1 mars 2015 i Le Fousseret i Frankrike, var en nederländsk skulptör.
Carel Visser studerade 1948-49 arkitektur vid Tekniska universitetet i Delft och studerade sedan skulptur vid Koninklijke Academie van Beeldende Kunsten i Haag. Efter en studieresa till England och Frankrike slog han sig ned i Amsterdam 1952.  Han var lärare vid Koninklijke Academie i Haag mellan 1958 och 1962.
År 1968 deltog Carel Visser i 4.documenta i Kassel i Tyskland och i Venedigbiennalen. 

## Verk i urval
- 1949: Stervend paard, i Kröller-Müllermuseets skulpturpark i Otterlo
- 1962: De Grote Vier, vid Zonnehof i Amersfoort
- 1965: Stapeling, i Stadskanaal i Amsterdam
- 1967: Kubus en zijn stapeling, stål, i Kröller-Müllermuseets skulpturpark i Otterlo
- 1967: Grote Auschwitz, i Kröller-Müllermuseets skulpturpark i Otterlo
- 1968: When the saints go marching in, vid Segbroeklaan i Haag
- 1968: Speelplastiek, vid Apollolaan i Oegstgeest
- 1969: De Poort, i Groningen
- 1975: Skulptur, på Robert Kochplein i Utrecht
- 1977: 6 elementen - Multitude, i skulpturparken i Herning i Danmark
- 1985: Sex skulpturer, framför kultur- och vetenskapsmuseet Museon vid Stadhouderslaan i Haag
- 1998: Pleinbeeld, i Kröller-Müllermuseets skulpturpark i Otterlo
- 2001: Moeder en Kind, brons, i Skulpturstråket Westersingel i Rotterdam
- 2004: Meer, cortenstål, vid President Kennedylaan i Apeldoorn

## Bilder

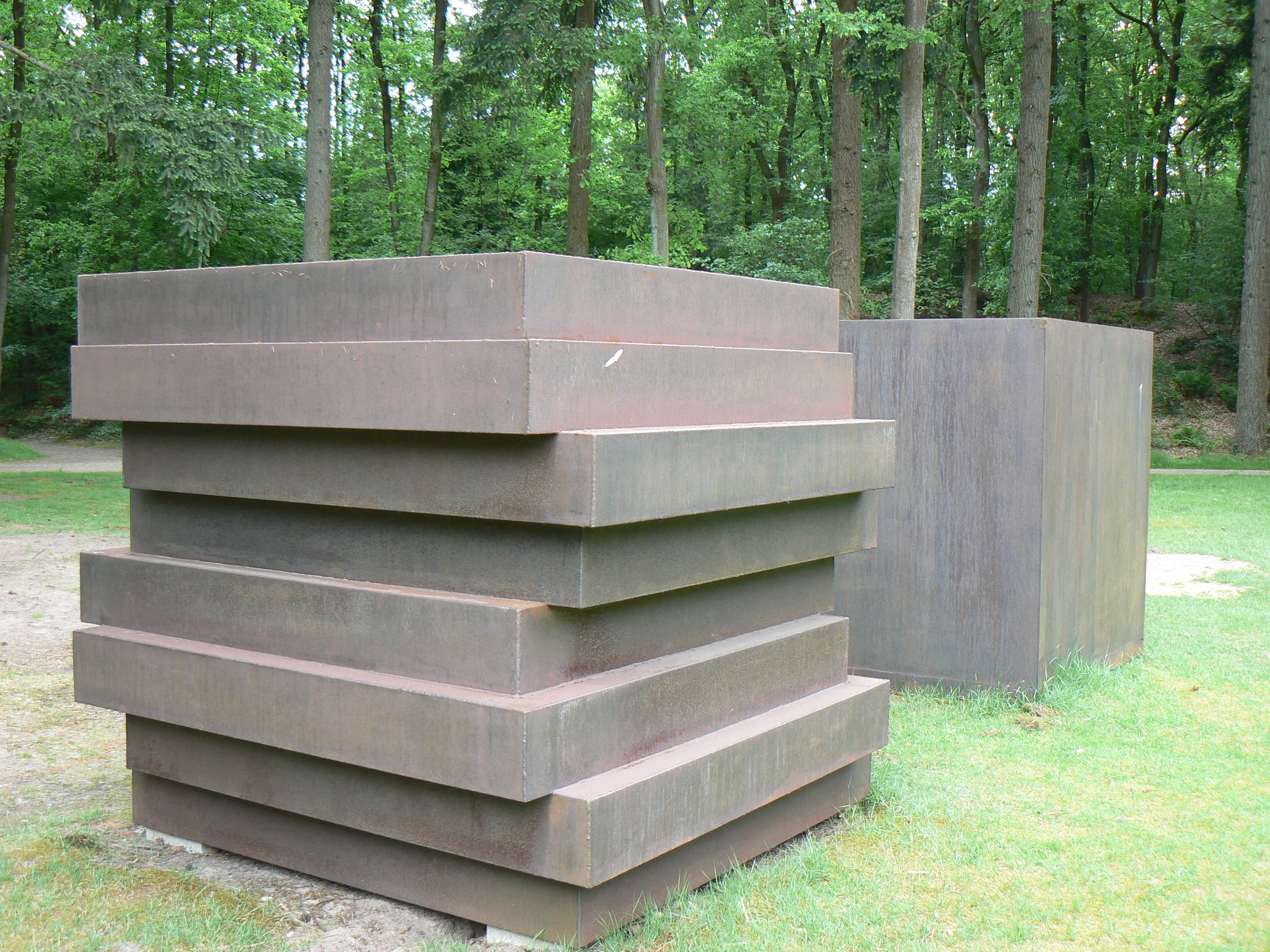
Kubus en zijn stapeling i Kröller-Müllermuseets skulpturpark i Otterlo
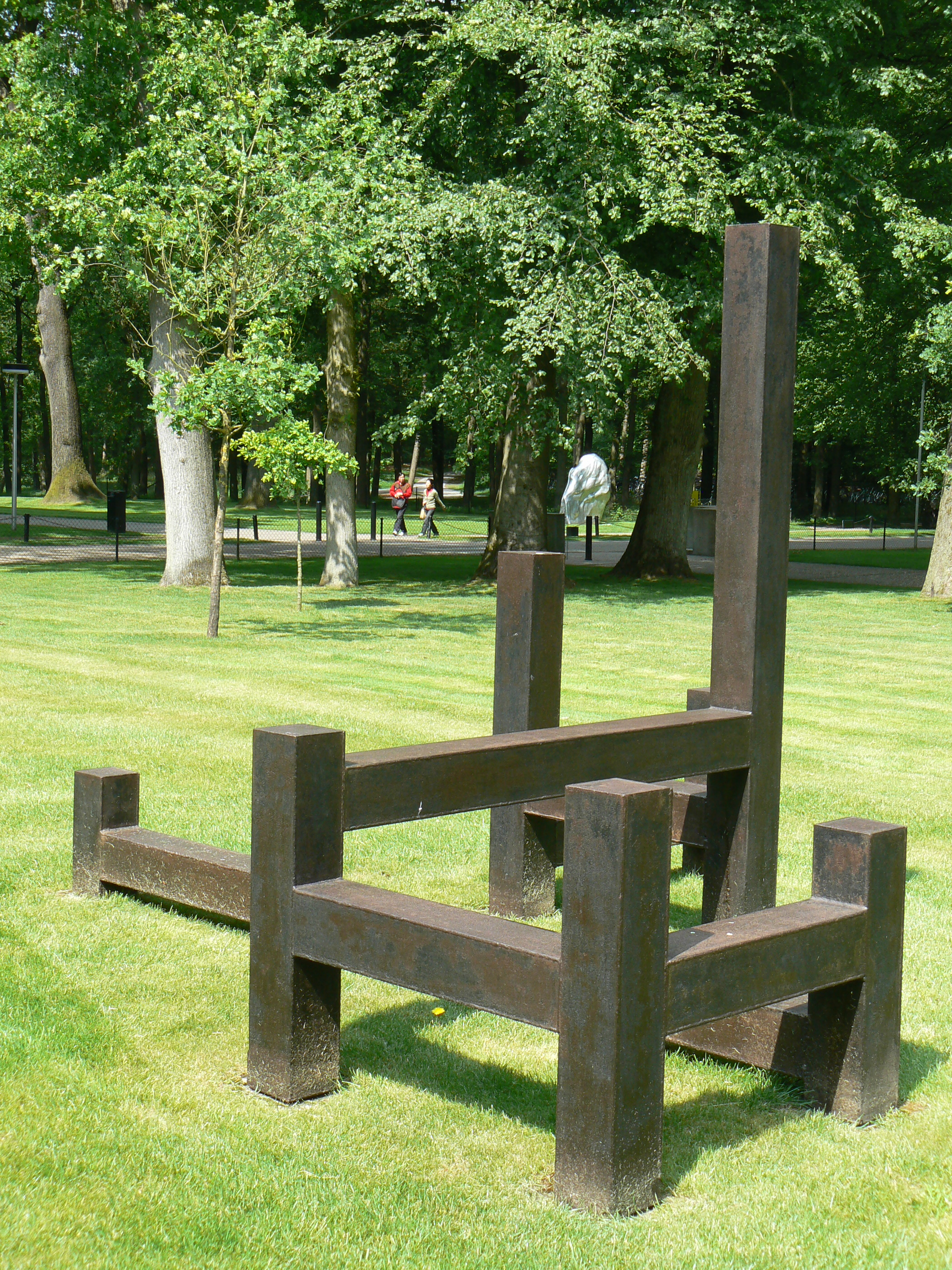
Stora Auschwitz i Kröller-Müllermuseets skulpturpark i Otterlo
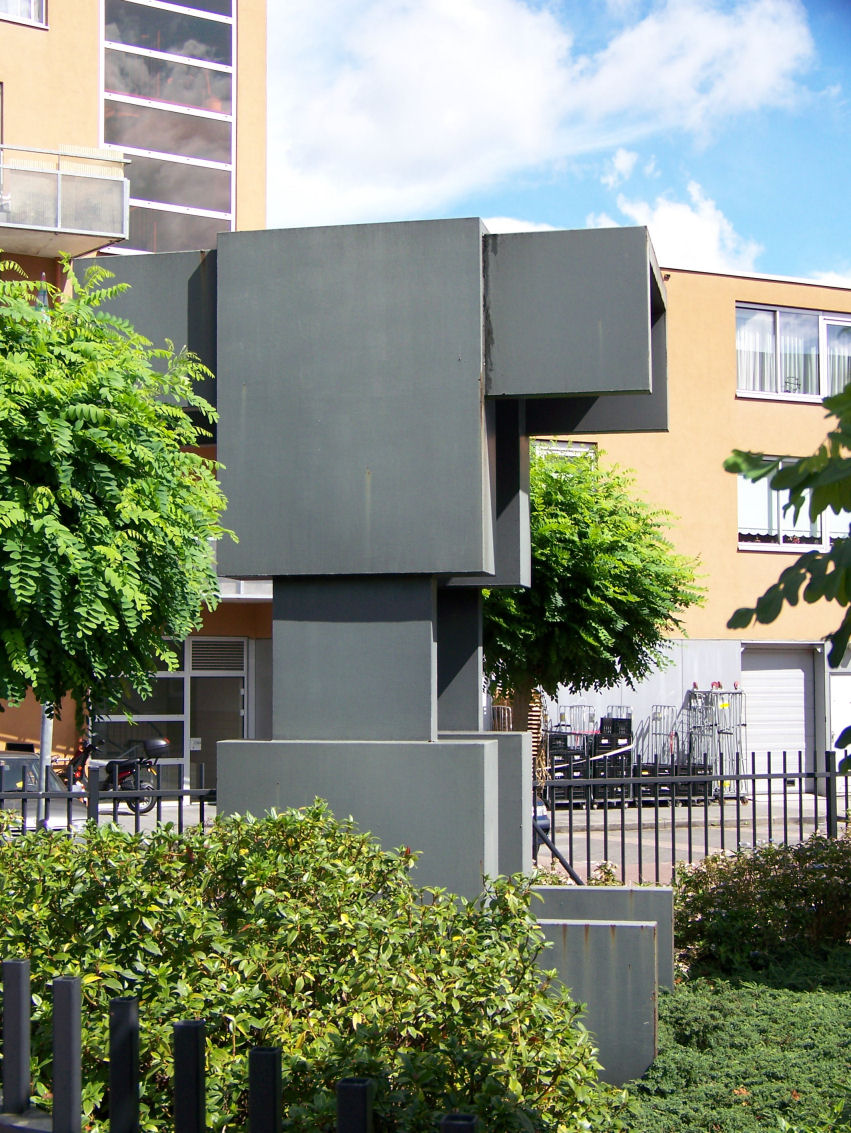
Porten i Groningen
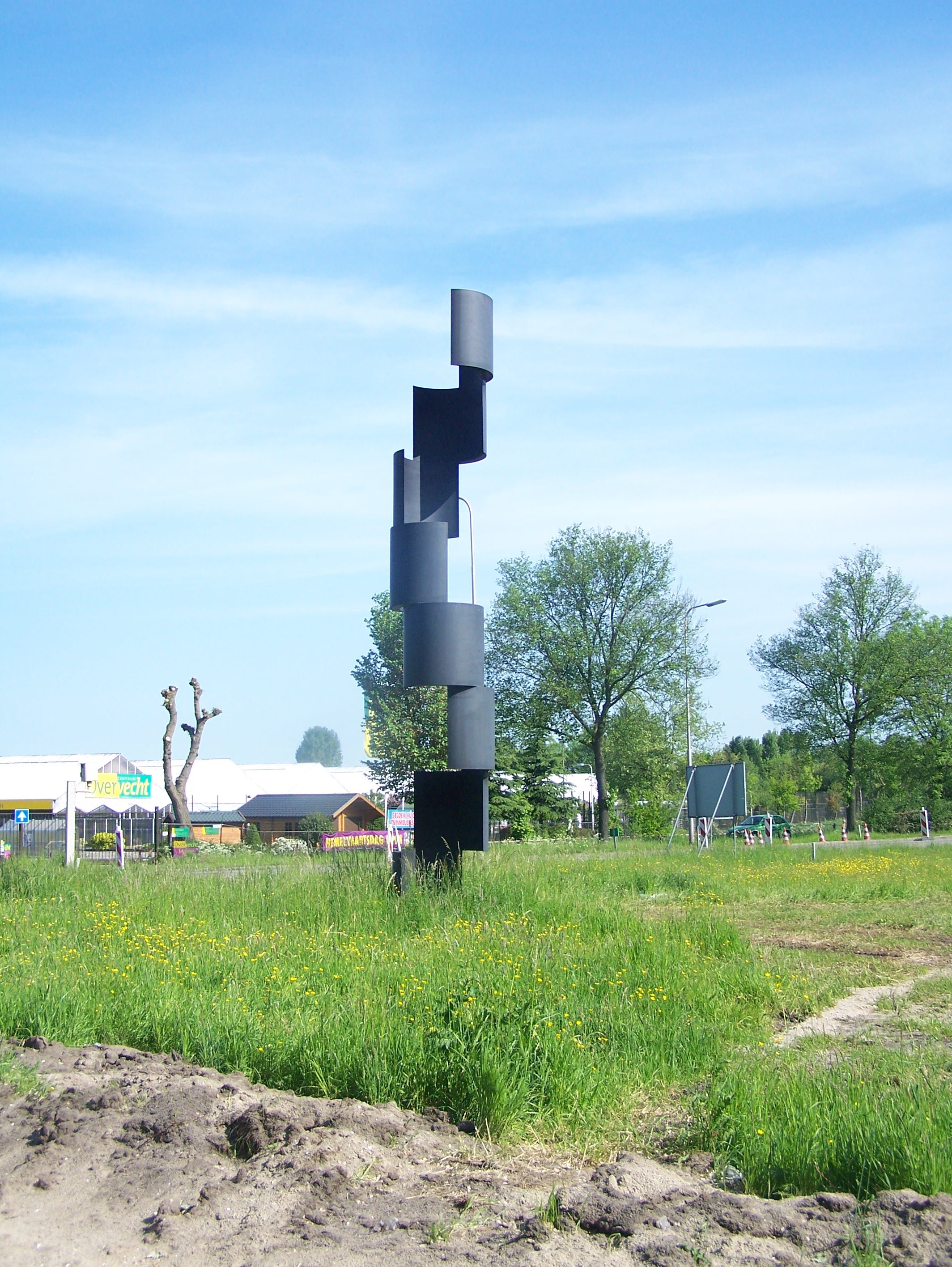
Skulptur i Utrecht
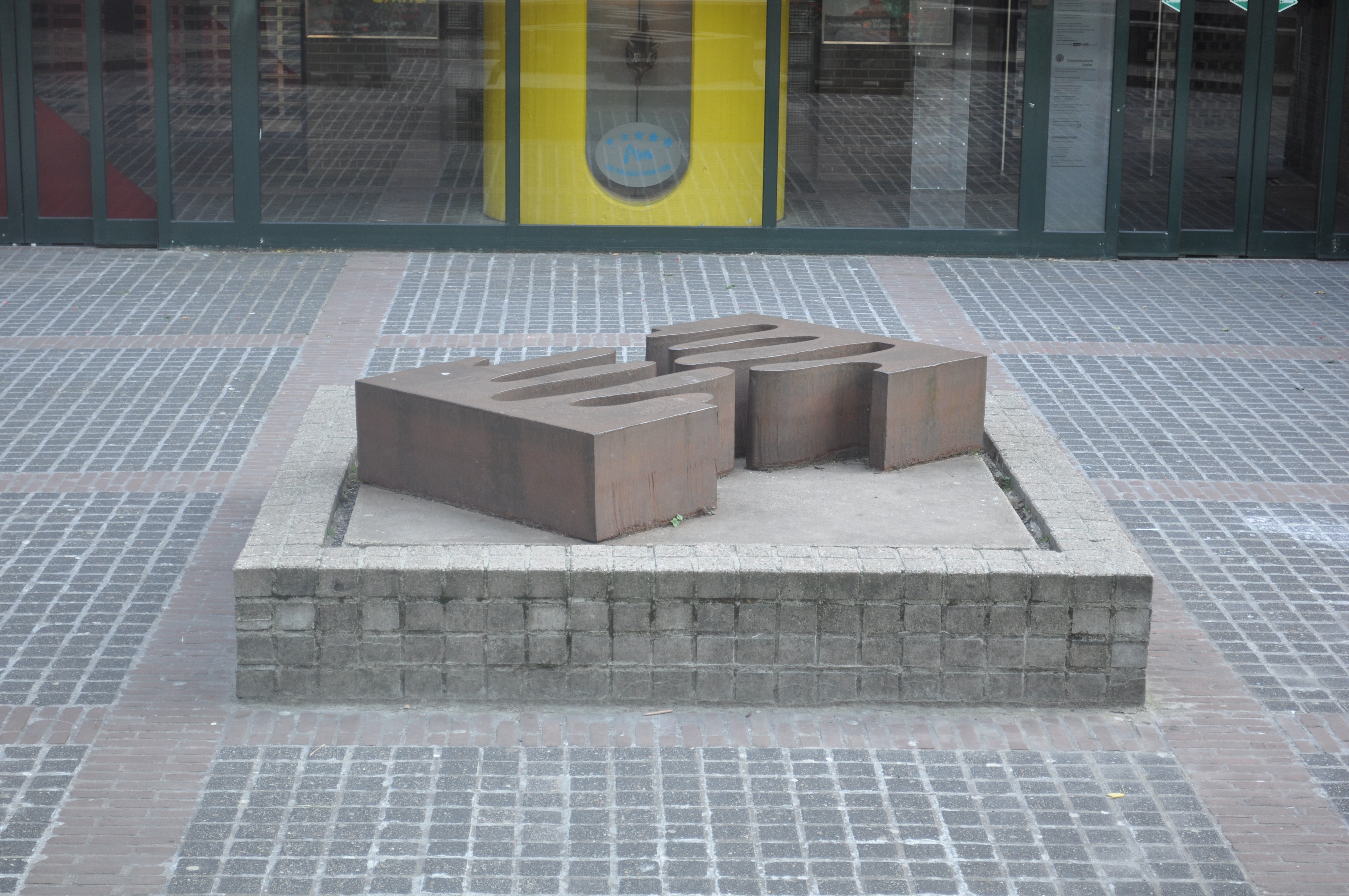
Vijfstromenland i Amsterdam
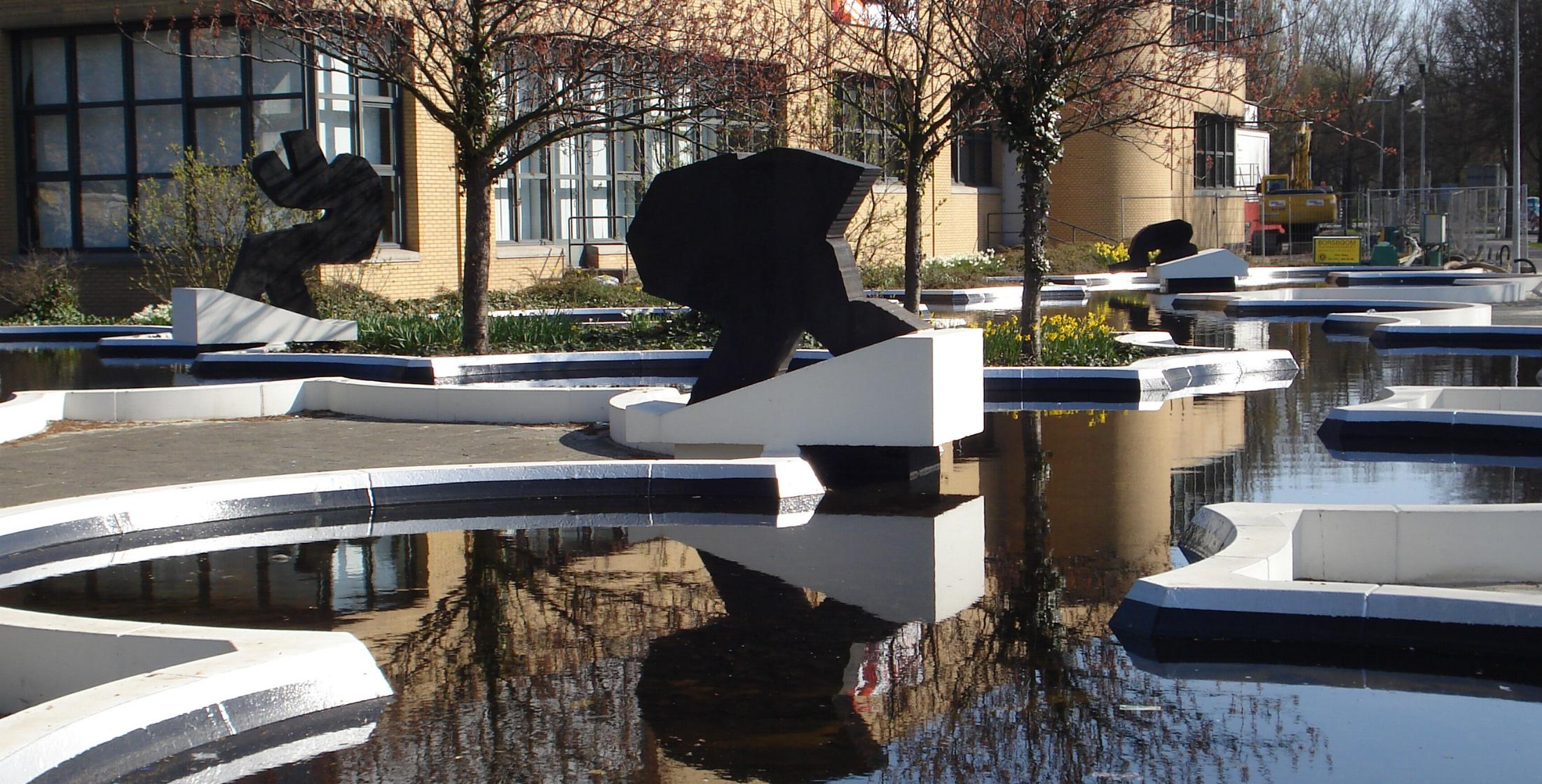
Sex skulpturer i Haag
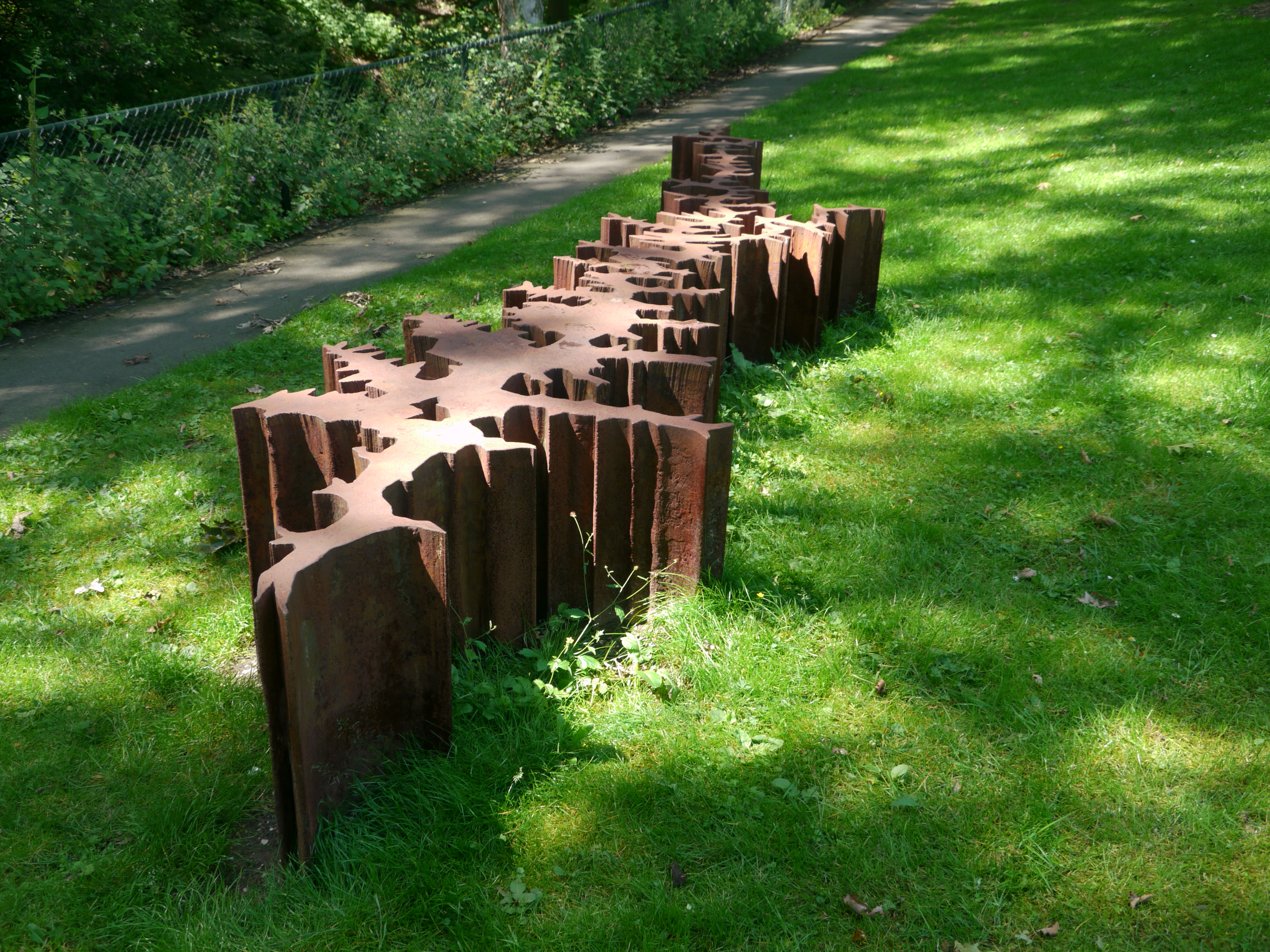
Hav i Apeldoorn